# محافظة الحائط
محافظة الحائط هي إحدى محافظات منطقة حائل في السعودية من فئة (أ)، وعاصمتها الإدارية مدينة الحائط.

## السكان
بلغ عدد سكان محافظة الحائط (75,596) نسمة حسب تعداد السعودية 2022، عدد السعوديين (67,017)، وعدد غير السعوديين (9,579).
وذكر حمد الجاسر في المعجم الجغرافي للبلاد العربية بأن الحائط من قرى منطقة حائل، و"فيها إمارة يتبعها قرى ومناهل، وسكان الحائط من بني رشيد، ......) ومن بعض الأسر المتحضرة".

## الآثار
تم اكتشاف نقش نقوش صخرية تعود للملك البابلي نابونيد في منتصف القرن السادس قبل الميلاد كما تحتوي على اثار راط والمنجور في قرية الشويمس التابعة للمحافظة والعديد من القلاع والحصون القديمة.

## التعليم
يتوفر في محافظة الحائط الكثير من المدارس الابتدائية والمتوسطة والثانوية، وفرع لجامعة حائل، وكلية تقنية للبنين.

## الصحة
يتوفر في محافظة الحائط مركز حكومي للرعاية الصحية ومستوصف خاص، وافتتح في عام 1435هـ الموافق 2014م مستشفى الحائط العام بسعة 50 سرير، وأيضاً تم اعتماد مستشفى بسعة 300 سرير يبعد عن مدينة الحائط 8 كيلومتر تقريباً بالقرب من بلدة العرادية.

## المراكز التابعة
يتبع للحائط مراكز أمارة وقرى ومنها:
- مركز روض بن هادي
- مركز انبوان
- مركز المرير
- مركز الخفيج
- مركز صفيط
- مركز الدابية
- مركز الشويمس
- مركز ضريغط
- مركز فيضة اثقب
- مركز الحليفة العليا
- مركز بدع بن خلف
- مركز المناخ
- مركز عيال بن عبيد
- مركز المغار
- مركز الخفج
- مركز الوسعة
- مركز المعرش
- مركز الرقب
- مركز جبال العلم

وهنالك عدة قرى، ومنها
- قرية البياضة
- قرية عمائر ابن هادي
- قرية وسيطاءروض بن هادي
- قرية مرجع روض بن هادي
- قرية شقران رشيد
- قرية صفران ابن مشعان
- قرية البحرة
- قرية ضريبان ابن غازي
- قرية بدائع الضرب
- قرية العرادية
- قرية ثويليل
- قرية بجيلة
- قرية ابوسهيلات
- قرية بدائع الروض
- قرية الحواء
- قرية المجصه
- قرية المجيصه
- قرية الأشقر
- قرية بجيلة
- قرية اللبانة
- قرية المحناء
- قرية عيال عبيد[6]